# جون يونغ (قاضي)
جون يونغ (بالإنجليزية: John Young)‏ هو قاضي أسترالي، ولد في 17 ديسمبر 1919 في ملبورن في أستراليا، وتوفي في 6 أكتوبر 2008.